# جوان مريديث
جوان مريديث (بالإنجليزية: Joan Meredith)‏ هي ممثلة أمريكية، ولدت في 28 يناير 1907 في هت سبرينغز في الولايات المتحدة، وتوفيت في 1980 في لوس أنجلوس في الولايات المتحدة.

## وصلات خارجية
- جوان مريديث على موقع IMDb (الإنجليزية)
- جوان مريديث على موقع أول موفي (الإنجليزية)
- جوان مريديث على موقع كينوبويسك (الروسية)